# Großsteinbach
Großsteinbach är en ort och kommun i distriktet Hartberg-Fürstenfeld i förbundslandet Steiermark i Österrike.
Kommunen består av tre orter (Ortschaften) (inom parentes invånarantal 1 januari 2024):
- Großhartmannsdorf (325)
- Großsteinbach (599)
- Kroisbach an der Feistritz (379)